# Onze-Lieve-Vrouw-Tenhemelopnemingskerk (Munsterbilzen)

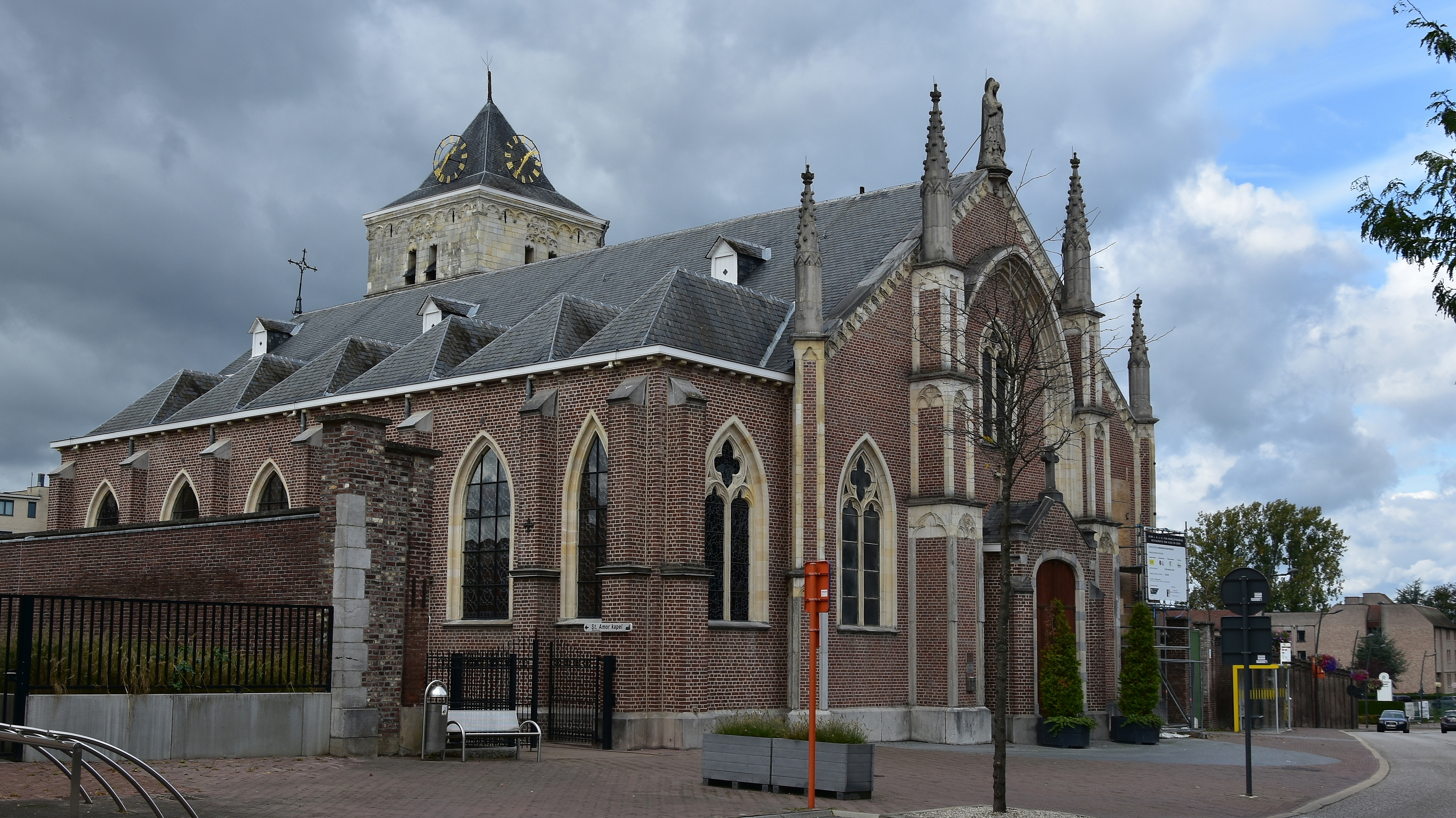
Onze-Lieve-Vrouw-Tenhemelopnemingskerk

De Onze-Lieve-Vrouw-Tenhemelopnemingskerk is de parochiekerk van Munsterbilzen, gelegen aan de Perronstraat.

## Geschiedenis
Oorspronkelijk stond hier de romaanse abdijkerk van de vlakbij gelegen abdij van Munsterbilzen. In 1565-1569 werd hier een laatgotische toren aangebouwd. In 1851 werd de kerk gesloopt en vervangen door het huidige neogotische gebouw. De toren bleef gehandhaafd en bevindt zich nu tussen het koor en de zuidelijke transeptarm.
In 1910 werd de kerk vergroot, in 1921-1922 werden zijbeuken toegevoegd en in 1951 werd de kerk met zijkeuren uitgebreid.
In 2006 zijn bij wegenwerken tien boomkisten gevonden op het voormalige kerkhof. Ze dateren uit de 8e tot 10e eeuw.

## Gebouw
De toren is uitgevoerd in mergelsteen uit Zichen en Val-Meer en heeft een ingesnoerde spits. De kerk is een vijfbeukige zaalkerk, uitgevoerd in baksteen. Alleen de voorgevel en een travee aan de rechterkant zijn nog de uitwendig zichtbare delen van de oorspronkelijke neogotische kerk uit 1852. Opvallend zijn de mergelstenen pinakels.

## Meubilair

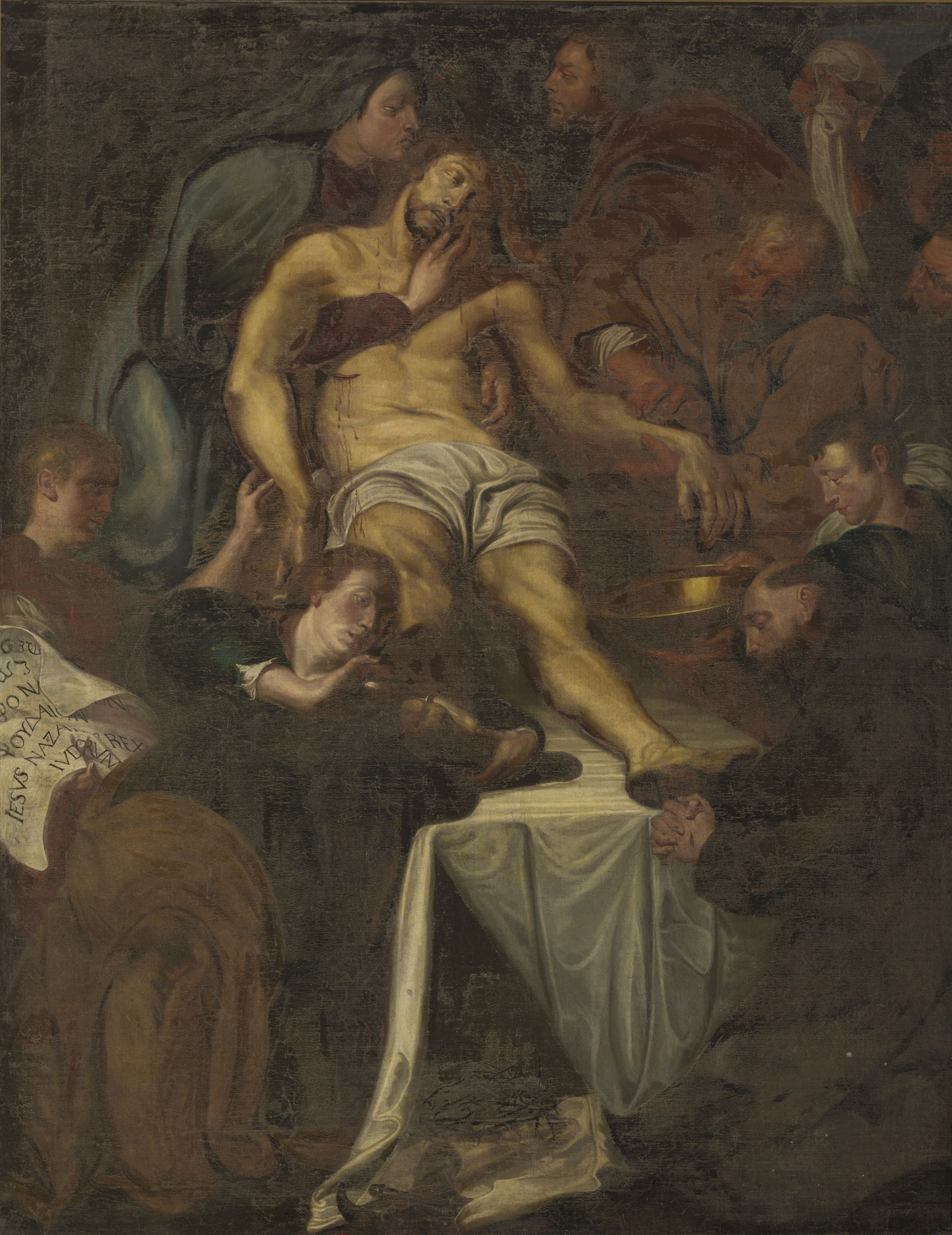
Bewening van Christus door Deodaat del Monte (1623)

De hardstenen romaanse doopvont is uit de 11e eeuw. Het eikenhouten koorgestoelte uit begin 18e eeuw. Het hoofdaltaar en de beide zijaltaren zijn neogotisch (19e eeuw), evenals de biechtstoelen.
De kerk bezit schilderijen, zoals de Bewening van Christus door Deodaat del Monte (1623); de Opdracht van Maria, de Aanbidding der Herders en de Heilige Nikolaas van Myra, alle drie door Martin le Légat" (Martin Legatz) (circa 1659); de Aanbidding der Drie Wijzen (begin 18e eeuw); de Bewening (begin 18e eeuw) en de Ontmoeting van Maria en Elisabeth (18e eeuw).
Ook zijn er merkwaardige beelden, zoals een Engel in beschilderd hout, door de school van Delcour (tweede kwart 17de eeuw); een Calvariegroep in gepolychromeerd hout (eind 15e eeuw); een Onze-Lieve-Vrouw met Kind in gepolychromeerd hout (eind 15e eeuw); een Sint-Amor in beschilderd hout (17e eeuw); twee beelden van een geknielde engel in beschilderd hout (begin 18e eeuw); Sint-Antonius van Padua in beschilderd hout (18e eeuw); Sint-Jozef met Kind in beschilderd hout (18e eeuw); Sint-Antonius Abt in gepolychromeerd hout (19e eeuw)
In de kerk bevindt zich een Karolingisch boomstamgraf uit de 9e eeuw. Ook zijn er grafstenen van pastoor Gerard Wijlen (†1542) en Anna van Merode (†1566). Aan de buitenkant van de kerk vindt men een hardstenen grafkruis van Maria Mertlach (†1616).